# (637) Хрисофемида
(637) Хрисофемида (англ. Chrysothemis) — астероид главного пояса, который входит в состав семейства Фемиды. был открыт 11 марта 1907 года американским астрономом Джоэлом Меткалфом в Тонтонской обсерватории и назван в честь Хрисофемиды, героини древнегреческой мифологии и дочери царя Агамемнона.

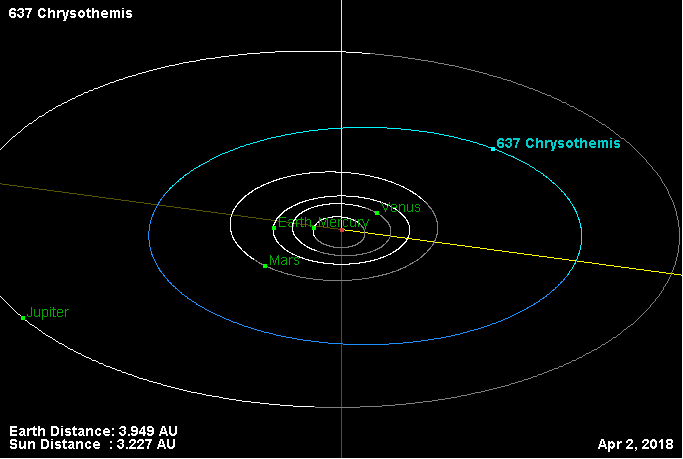
Орбита астероида Хрисофемида и его положение в Солнечной системе

Тиссеранов параметр относительно Юпитера — 3,190.